# Parasymbellia rubroornata
Parasymbellia rubroornata är en insektsart som beskrevs av Marius Descamps 1964. Parasymbellia rubroornata ingår i släktet Parasymbellia och familjen Euschmidtiidae. Inga underarter finns listade i Catalogue of Life.